# Mireille Montangerand
Mireille Montangerand est une artiste peintre française née le 12 mai 1914 à Saint-Maurice-en-Rivière (Saône-et-Loire). Elle vécut au 26 bis, rue Jouvenet dans le 16e arrondissement de Paris, s'y partageant avec Le Villars (Saône-et-Loire) et est morte à Saint-Rémy (Saône-et-Loire) le 28 mars 2003. Elle repose au cimetière du Villars.

## Biographie
Parce que le père de Mireille Montangerand est administrateur des colonies, elle découvre dès son plus jeune âge l'Afrique continentale et Madagascar, dont les marchés colorés constitueront l'un de ses thèmes récurrents.

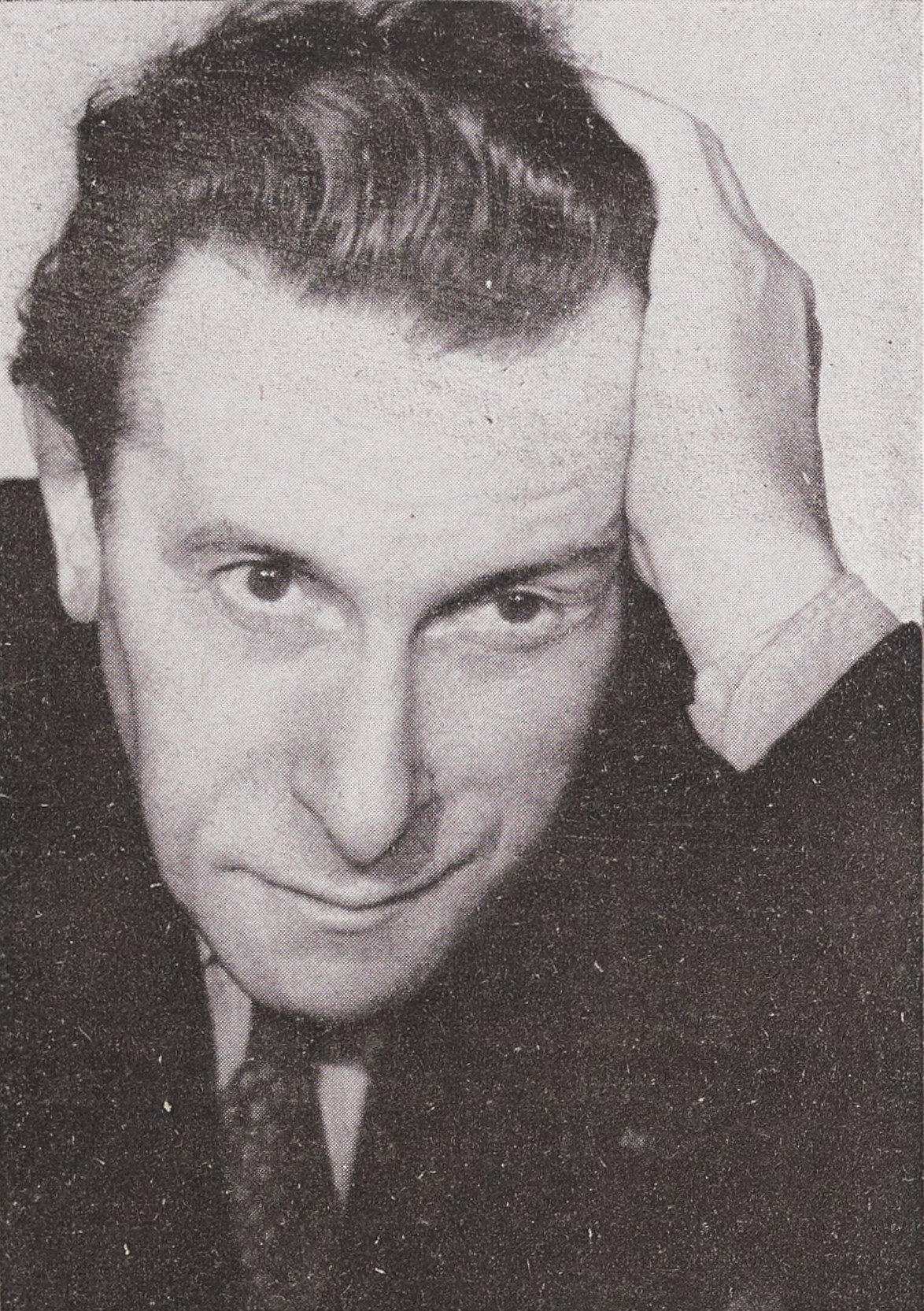
Charles Dullin

Elle suit successivement les cours d'arts plastiques de l'École des beaux-arts de Nice (1936) et les cours d'art dramatique de Charles Dullin à Paris, rencontrant chez ce dernier Norbert Pierlot qui devient son mari en 1944. En 1946, elle entre à l'École supérieure de dessin, boulevard du Montparnasse, où elle obtient un premier prix de dessin et un premier prix d'aquarelle, puis se lie d'amitié avec Jacques Hébertot, par qui le monde du théâtre, qui va lui offrir de travailler à des décors pour plusieurs établissements comme le théâtre des Noctambules, va devenir un autre de ses thèmes majeurs.

## Expositions

### Expositions personnelles
- Galerie de Seine, Paris, 1947.
- Rétrospective Mireille Montangerand, dans le cadre du Salon des indépendants, Paris, octobre 2000[2].
- Rétrospective Mireille Montangerand, Abbaye Saint-Philibert de Tournus, juin 2005.
- Cellier des moines, Tournus, juin-juillet 2005, septembre-octobre 2006, octobre 2007, octobre 2009.
- Centre des monuments nationaux, Carnac, juillet 2010.
- Salle Malgouverne, Cluny (Saône-et-Loire), juin 2012[3].
- Galerie Mary-Ann, Mâcon, novembre 2014[4].
- Espace tournusien d'art contemporain, église Saint-Valérien de Tournus, avril 2019[5].

### Expositions collectives
- Salon des indépendants, Paris, à partir de 1940[6].
- Expositions non datées : Salon de la Société nationale des beaux-arts, Salon d'automne, Salon des artistes français, Salon des Français d'Outre-Mer, Salon populiste,
- Mireille Montangerand, Annick Dumarchey et Patrick Auberger, Salle pour tous, Lessard-en-Bresse, décembre 2015[7].

## Reconnaissance

### Réception critique
- « Elle pratique une peinture robuste - natures mortes, fleurs, portraits et compositions à personnages - nourrie d'une pâte généreuse. » - Dictionnaire Bénézit[8]

### Prix et distinctions
- Prix des Vikings, 1955.
- Prix Othon-Friesz.
- 3e prix de la Société des amateurs d'art et collectionneurs.
- Médaille d'argent de la ville de Paris.

### Hommages
- Une allée du Villars porte le nom de Mireille Montangerand[9].

## Collections publiques
- Fonds national d'art contemporain, Puteaux :
  - Vue d'Annecy, gouache et crayon sur carton 40,5x52cm, 1956[10].
  - Fruits, huile sur toile en dépôt au Conseil économique et social (palais d'Iéna), Paris[11]
- Musée Sainte-Croix, Poitiers[12].